# Friedrich August Heyer

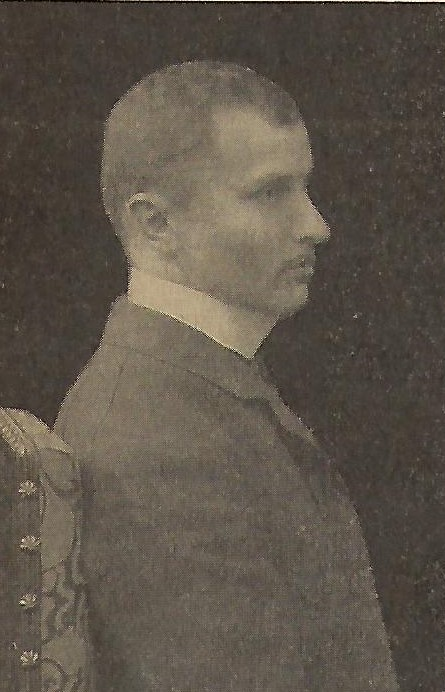
Friedrich August Heyer

Friedrich August Heyer (* 15. April 1871 in Schridlau, Westpreußen; † 18. August 1959 in Berlin) war ein deutscher Konsularbeamter. Wie wohl kein anderer befasste er sich mit den Finanzen und der Verwaltung des Vereinigten Königreichs in der Zwischenkriegszeit.

## Leben
Heyer besuchte das Askanische Gymnasium in Berlin und die Landesschule zur Pforte. Nachdem er Ostern 1891 in Schulpforta das Abitur gemacht hatte, studierte er Rechtswissenschaft an der Ludwig-Maximilians-Universität München und der Friedrichs-Universität Halle. Im Februar 1892 wurde er Mitglied des Corps Palaiomarchia. Am 7. Juli 1894 bestand er das Referendarexamen. Seit dem 2. August 1894 im Justizdienst des Königreichs Preußen, bestand er am 18. Februar 1899 die Assessorprüfung. Im Dezember desselben Jahres wurde er zum Dr. iur. promoviert. Am 8. Mai 1900 wurde er in den Auswärtigen Dienst (konsularische Laufbahn) einberufen. In der Abteilung II mit Handelspolitik befasst, wurde er im März 1902 an die neue Akademie für Sozial- und Handelswissenschaften in Frankfurt am Main abgeordnet und am 23. Mai 1902 an das Generalkonsulat in New York City versetzt.

### Vereinigte Staaten und Mittelamerika
Seit dem 11. August 1902 charakterisierter Vizekonsul, übernahm er am 6. August 1903 die kommissarische Leitung des Generalkonsulats in San Francisco. Vom 27. Oktober 1903 bis zum 30. November 1904 war er am Konsulat in Chicago, zwischenzeitlich (1904) in Havanna. Seit dem 24. Januar 1905 wieder in New York, übernahm er am 3. Juli 1905 die kommissarische Leitung der Konsulate in San José (Costa Rica) und Managua.

### Türkei und Indien
Am 13. Oktober 1905 erhielt er den Charakter als Konsul. Am 13. März 1907 kam er als Vizekonsul nach Konstantinopel. Zum 25. Januar 1908 in die handelspolitische Abteilung zurückberufen, wurde er am 21. November desselben Jahres nach Bombay geschickt. 1910/11 war er dort zugleich kommissarischer Leiter des
kgl. norwegischen Konsulats.

### Niederlande
Nach Ausbruch des Ersten Weltkriegs vorübergehend im AA, wurde er am 9. Oktober 1914 an das Generalkonsulat in Amsterdam beordert. Einen Monat später wurde er in den einstweiligen Ruhestand versetzt, aber weiter beschäftigt. Als Konsul z. D. übernahm er am 10. Februar 1915 die Einrichtung und Leitung des neuen Vizekonsulats in Maastricht. Vom September 1915 bis zum Dezember 1919 war er wieder in Amsterdam.

### Großbritannien
Nach der Novemberrevolution war er ab 10. Dezember 1919 in der Abteilung I für Personal und Verwaltung, Haushalts-, Kassen- und Kreditangelegenheiten zuständig. Ab 7. Februar 1921 in der Abt. VIII (Recht) und ab 27. Mai 1921 in der Abt. V (Großbritannien und Britisches Reich), wurde er am 12. Juli 1921 zum Konsul des neuen Konsulats in Glasgow ernannt; nach dem Dienstantritt bei der Deutschen Botschaft London am 3. September 1921 übernahm er als Konsul I. Klasse die Geschäfte am 6. April 1922. Auf diesem Posten in Glasgow blieb er gut 14 Jahre, bis zum 23. Juni 1936. Seit dem 14. Mai 1936 im  Ruhestand, war er regelmäßiger Gast der Masuren in Berlin.

## Familie
Heyers Eltern waren Otto Heyer (Rittergutsbesitzer, dann Versicherungsdirektor) und Sophie Heyer geb. Heine. Heyer heiratete am 6. April 1911 Alice geb. Haas, Tochter eines preußischen Offiziers. Die Tochter Charlotte wurde 1912 geboren; die  Söhne Walther und Wolfgang kamen 1917 und 1918 zur Welt.

## Ehrungen
Nach Auswärtigem Amt, Politisches Archiv
- Mecidiye-Orden III. Klasse (1907)
- Ritterkreuz I. Klasse des Sankt-Olav-Ordens (1911)
- Verdienstkreuz für Kriegshilfe (Preußen) (1917)
- Titel Generalkonsul (19. September 1936)

## Bücher
- Englands Abwendung von der Weltwirtschaft. Stuttgart 1939
- Die britische Verwaltung. Jena 1944

## Publikationen
Nach Auswärtigem Amt, Politisches Archiv
- Die Wirtschaftspolitik Großbritanniens nach dem Kriege. Weltwirtschaftliches Archiv (1924), S. 257–286
- Das schottische Wirtschaftsgebiet. Zeitschrift für Geopolitik (1924), H. 12, S. 757–774
- Zur Frage der Steuerbelastung der britischen Industrie. Weltwirtschaftliches Archiv (1925), S. 323–345
- Die britischen Staatsausgaben. Zeitschrift für die gesamte Staatswissenschaft 80 (1925/26), S. 110–138
- Zur Geschichte der britischen Industrieschutzzölle. Weltwirtschaftliches Archiv (Okt. 1925)
- Die britische soziale Gesetzgebung seit dem Kriege. Archiv für Sozialwissenschaft und Sozialpolitik 54 (1925), H. 1
- Die Bekämpfung der Wohnungsnot in Großbritannien. Archiv für Sozialwissenschaft und Sozialpolitik 55 (1926), H. 1
- Die wirtschaftliche Gesetzgebung Großbritanniens im Jahre 1924/25. Weltwirtschaftliches Archiv (Jan. 1926)
- Die britischen Schutzzölle Anfang 1926. Weltwirtschaftliches Archiv (April 1926)
- Probleme der britischen Agrarpolitik. Jahrbücher für Nationalökonomie und Statistik, III. Folge, Bd. 70
- Die britische Versicherung gegen Arbeitslosigkeit. Archiv für Sozialwissenschaft und Sozialpolitik 56 (1927), H. 3
- Die Krisis im britischen Kohlenbergbau. Jahrbücher für Nationalökonomie und Statistik, III. Folge, Bd. 71
- Die Siedelung in Großbritannien. Archiv für Sozialwissenschaft und Sozialpolitik 62 (1929), H. 1
- Das neue britische Elektrizitätsgesetz. Jahrbücher für Nationalökonomie und Statistik, III. Folge, Bd. 71
- Britische Wirtschaftsfragen. Preußische Jahrbücher 207 (1927), S. 277–291
- Die wirtschaftliche Gesetzgebung Großbritanniens im Jahre 1925/26. Weltwirtschaftliches Archiv (1927), S. 256–267
- Die britische Alkohol-Gesetzgebung. Forschungen zur Alkoholfrage 42 (1934)